# Volta Grande
Volta Grande là một đô thị thuộc bang Minas Gerais, Brasil. Đô thị này có diện tích 208,874 km², dân số năm 2007 là 5166 người, mật độ 24,9 người/km².